# Calassomys apicalis
Calassomys apicalis (Pardiñas, Lessa, Teta, Salazar-Bravo & Camara, 2014) è un roditore della famiglia dei Cricetidi, unica specie del genere Calassomys (Pardiñas, Lessa, Teta, Salazar-Bravo & Camara, 2014), endemico del Brasile.

## Descrizione

### Dimensioni
Roditore di piccole dimensioni, con la lunghezza della testa e del corpo tra 103 e 125 mm, la lunghezza della coda tra 130 e 158 mm, la lunghezza del piede tra 26 e 29 mm, la lunghezza delle orecchie tra 18 e 21 mm e un peso fino a 55 g.

### Caratteristiche craniche e dentarie
Il cranio presenta un rostro allungato e una scatola cranica rotonda, le ossa nasali sono allungate, il palato è corto e largo. I molari sono brachiodonti, ovvero con una corona bassa.
Sono caratterizzati dalla seguente formula dentaria:

### Aspetto
La pelliccia è lunga e soffice. Le parti dorsali sono bruno-giallastre con la base dei peli grigio scura, mentre le parti ventrali sono leggermente più chiare. Sono presenti due anelli scuri intorno agli occhi. Il labbro superiore è ricoperto di corti peli biancastri. Le vibrisse numerose e lunghe. Le orecchie sono relativamente grandi, rotonde e prive di peli. La pianta dei piedi è provvista di sei grossi cuscinetti carnosi. La coda è più lunga della testa e del corpo, marrone sopra e bianca sotto e nella parte terminale dove è presente anche un piccolo ciuffo di peli. Il cariotipo è 2n=62, FN=116.

## Biologia

### Comportamento
É una specie rupestre. Occupa affioramenti rocciosi con vegetazione xerofita insieme ad altri Sigmodontini, ad Echimidi e a Monodelphis domestica.

## Distribuzione e habitat
Questa specie è diffusa nello stato brasiliano sud-orientale del Minas Gerais, negli affioramenti rocciosi della Serra do Espinhaço, nel Parco Nazionale di Sempre Vivas.
Vive nel cerrado a circa 1.000 metri di altitudine.

## Conservazione
Questa specie, essendo stata scoperta solo recentemente, non è stata sottoposta ancora a nessun criterio di conservazione.